# Роберт Ліндсей
Роберт Ліндсей Стівенсон (англ. Robert Lindsay Stevenson; нар. 13 грудня 1949, Ілкестон, Дербішир, Англія, Велика Британія) — англійський актор театру, кіно та телебачення. Володар премія «Тоні» за найкращу чоловічу роль у мюзиклі.

## Фільмографія
- 2019 — Сон літньої ночі / A Midsummer Night's Dream — Оберон
- 2019 — Чаклунка: Володарка темряви / Maleficent: Mistress of Evil — король Джон
- 2017 — Мисливців за головами / Bounty Hunters  — Найджел Вокер
- 2017 — Плебс / Plebs — Марк Ліциній Красс
- 2017 — Геній / Genius — Герман Енштейн
- 2016 — Ґалавант / Galavant — Вормсвут
- 2015 — Булл / Bull — Руперт / Руперт Булл
- 2013-2015 — Атлантида / Atlantis — Дедал
- 2014 — Принцеса Монако / Grace of Monaco — Аристотель Онассіс
- 2012 — Фалкон / Falcon — Пабло Ортеґа
- 2011 — Джордж та Бернар Шоу / George and Bernard Shaw — Джордж
- 2000-2011 — Моя сім'я / My Family — Бен Гарпер
- 2005 — Джеріко / Jericho — Майкл Джеріко
- 2005 — Дочка Ґедеона / Gideon's Daughter — Снейт
- 2005 — Космічна гонка / Space Race — повідач
- 2004 — Вімблдон / Wimbledon — Єн Фрейзер
- 2003 — Сім чудес індустріального світу / Seven Wonders of the Industrial World — Оповідач
- 2003 — Горнблавер: Обов'язок / Hornblower: Duty — адмірала Едвард Пеллью
- 2003 — Горнблавер: Лояльність / Hornblower: Loyalty — адмірал Едвард Пеллью
- 2001 — Едді та ведмідь / Eddy and the Bear — Ведмідь
- 2001 — Гокінс / Hawkins — Люк Гокінс
- 2001 — Горнблавер: Відплата / Hornblower: Retribution — комодор Едвард Пеллью
- 2001 — Горнблавер: Заколот / Hornblower: Mutiny — комодор Едвард Пеллью
- 1998-2000 — Казки Кентербері / The Canterbury Tales  — Гаррі Бейлі
- 1999 — Олівер Твіст / Oliver Twist — Фаґін
- 1999 — Горнблавер: Жаби та омари / Hornblower: The Frogs and the Lobsters — капітан Едвард Пеллью
- 1999 — Горнблавер: Герцогиня та диявол / Hornblower: The Duchess and the Devil — капітан Едвард Пеллью
- 1998 — У твоїх мріях / In Your Dreams — оповідач
- 1998 — Горнблавер: Іспит на лейтенанта / Hornblower: The Examination for Lieutenant — капітан Едвард Пеллью
- 1998 — Горнблавер: Рівні шанси / Hornblower: The Even Chance — капітан Едвард Пеллью
- 1998 — Розлучення Джека / — Майкл Брінн
- 1997 — Пам'ятаєш мене? / Remember Me? — Джеймі
- 1996 — Прощай, моє кохання / Goodbye My Love — Дерек Гамфрі
- 1996 — Байки зі склепу / Tales from the Crypt — Ґлін Феннелл
- 1996 — Офіс / The Office — Норман Платт
- 1994 — Вімблдонський отруювач / The Wimbledon Poisoner — Генрі Фарр
- 1990-1993 — Соловейки / Nightingales — Картер
- 1989 — Берт Ріґбі, ти дурень / Bert Rigby, You're a Fool — Берт Ріґбі
- 1983 — Кроль Лір / King Lear — Едмунд
- 1981 — Сон літньої ночі / A Midsummer Night's Dream  — Лісандр
- 1981 — Добре, що закінчується добре / All's Well That Ends Well — капітан Дюмен
- 1977-1980 — Громадянин Сміт / Citizen Smith — Вулфі Сміт
- 1980 — Дванадцята ніч / Twelfth Night — Фабіан
- 1976 — Пригоди таксист / Adventures of a Taxi Driver — Том
- 1975 — Лікар в дорозі / Doctor on the Go — Гаррісон
- 1975 — Трилер / Thriller — поліціянт
- 1973 — Троянди Ейям / The Roses of Eyam — Френсіс Торнлі
- 1973 — Історія кохання / Love Story — Колін